# Božič (priimek)
Božič je 13. najbolj pogost priimek v Sloveniji, ki ga je po podatkih Statističnega urada Republike Slovenije na dan 31. decembra 2007 uporabljalo 3511 oseb.

## Znani nosilci priimka
- Ana Božič Penko, dr. prava, vrhovna sodnica
- Andrej Božič (1900–1968), sadjar in vrtnar
- Andrej Božič (*1944), slikar samouk
- Andrej Božič (*1960), menedžer, pravnik
- Andrej Božič (*1980), literarni teoretik, filozof (dr.)
- Anton Božič (1876–1933), pravnik, gospodarstvenik
- Anže Božič, novinar
- Beno Božič (*1974), odbojkar, trener
- Blaž Božič (*1990), nogometaš
- Blaž Božič (*1991), pesnik, glasbenik, klasični filolog, prevajalec
- Bogdan Božič (*1946), časnikar
- Boris Božič - Yuri (*1952), slikar, fotograf, grafik
- Borut Božič (*1959), farmacevt, medicinski biokemik, univ. prof.
- Borut Božič (*1980), kolesar
- Borut Božič (*2000), alpski smučar
- Božidar Božič (1907–?), ekonomist, stenograf, publicist, novinar
- Branko Božič (1927–2001), zgodovinar, pedagog, gasilski delavec
- Brina Božič (*1992), lokostrelka
- Ciril Božič (*1953), frančiškan, duhovnik, gvardijan
- Cvetko Božič (1886–1973), gozdar, publicist
- Cveto Božič (1920–2017), medicinski patolog, smučarski delavec
- Damijana Božič Močnik, zborovodkinja
- Danijel Božič (1959–2022), politik, kulturni in izobražvalni delavec, zborovski pevec
- Darijan Božič (1933–2018), skladatelj in dirigent
- Darko Božič (*1965), kipar
- Davor Božič (*1972), TV voditelj, pevec in glasbenik
- Dobran Božič (*1964), generalmajor, načelnik generalštaba SV
- Dragan Božič (*1951), arheolog, raziskovalec dediščine (stare fotografije...)
- Evgen Božič (1905–1997), domoljub, krpljevec, organizator planinstva na Tolminskem
- Franci Božič (*1947), športni novinar, publicist
- Gorazd Božič, računalničar, vodja nacionalnega centra za kibernetsko varnost SI-CERT
- Gregor Božič (*1964), gozdarski strokovnjak
- Gregor Božič (*1984), filmski režiser in snemalec; ljubiteljski sadjar
- Ivan Božič (*1939), gozdar in politik
- Ivan Božič (1894–1962), general, vojaški geograf
- Ivo Božič (1920–2004), angleški padalec, publicist
- Ivo A. Božič (*1945), ornitolog, muzealec
- Iztok Božič (*1971), tenisač
- Jakob Božič, jadralec
- Janez Božič (1829–1884), duhovnik, nabožni pisec, jezikoslovec
- Janez Božič (partizan)
- Janez Božič (1928–2021), gozdar, publicist
- Janez Božič (*1954), gradbeni menedžer, direktor DARS, minister za infrastrukturo
- Janez Božič (*1968), gozdar, ekolog, strokovnjak za permakulturo
- Janez Andrej (Mansuet) Božič (1928–2007), kapucin, misijonar v Braziliji
- Janez Gregor Božič (1675–1724), kipar
- Janja Božič Marolt, komunikologinja, merilka javnega mnenja (Mediana)
- Janko Božič (*1963), biolog, strokovnjak za čebele
- Jon Božič (*1996), kolesar
- Julče Božič (1907–1945), slikar
- Katja Božič, državna sekretarka na Ministrstvu za finance
- Ladislav (Lado) Božič (1904–1976), društveni delavec, publicist
- Luka Božič (*1991), kanuist
- Luka Božič, ornitolog
- Marijan Božič (1926–2008), arhitekt športnih objektov
- Marjanca Jemec Božič (*1928), ilustratorka
- Marjeta Božič Hren (*1929), zdravnica ginekologinja
- Marko Božič (*1984), nogometaš
- Milan Božič (*1942), arhitekt
- Mirko Božič (1884–?), pravnik, filozof?, urednik
- Nada Božič (1927–2018), igralka
- Peter Božič (1932–2009), pisatelj, dramatik in politik
- Pika Božič (*1981), pevka zabavne glasbe
- Rok Božič (*1985), nogometaš
- Roman Božič (*1962), športni padalec
- Silvij Božič (*1947), igralec
- Slavica Lenar Božič (1910–1974), učiteljica, šolnica
- Vinko Božič (1921–1986), gospodarstvenik
- Zoran Božič (1951–2021), literarni zgodovinar, teoretik in šolnik, državni svetnik
- Zvedzan Božič, poveljnik slovenske obalne straže